# Shōgo Nakatsuru
Shōgo Nakatsuru (japanisch 中津留 奨吾 Nakatsuru Shōgo; * 3. Juni 1987 in der Präfektur Fukuoka) ist ein ehemaliger japanischer Fußballspieler.

## Karriere
Nakatsuru erlernte das Fußballspielen in der Jugendmannschaft von Avispa Fukuoka und der Universitätsmannschaft der Fukuoka-Universität. Seinen ersten Vertrag unterschrieb er 2010 bei V-Varen Nagasaki. Der Verein spielte in der dritthöchsten Liga des Landes, der Japan Football League. Für den Verein absolvierte er neun Ligaspiele. 2013 wechselte er zum Ligakonkurrenten Fujieda MYFC. Am Ende der Saison 2013 stieg der Verein in die J3 League auf. Für den Verein absolvierte er 59 Ligaspiele. Ende 2015 beendete er seine Karriere als Fußballspieler.